# 디파잉 그래비티 (드라마)
《디파잉 그래비티》(Defying Gravity)는 2009년 8월 2일부터 10월 23일까지 방영된 SF 드라마이다.